# Ringer-Bundesliga 2005/06
Die Ringer-Bundesliga 2005/06 war die 42. Saison der Liga. Meister wurde der 1. Luckenwalder SC.

## Vorrunde
| Legende | Legende                          |
| ------- | -------------------------------- |
|         | Teilnahme an der Endrunde        |
|         | Rückzug zum Saisonende           |
|         | Absteiger in die 2. Bundesliga   |
| (M)     | Meister der Vorsaison            |
| (N)     | Aufsteiger aus der 2. Bundesliga |

In der Vorrunde wurden die 17 teilnehmenden Vereine wie in den Jahren zuvor in die Nord-Staffel und Süd-Staffel aufgeteilt. Die Süd-Staffel startete mit einem Verein mehr.
Die Wettkämpfe der Vorrunde fanden zwischen dem 10. September 2005 und dem 21. Januar 2006 statt.

### Staffel Nord
Wie schon in der Vorsaison konnte der 1. Luckenwalder SC ungeschlagen den Staffelsieg erringen und wurde damit bereits zum vierten Mal in Folge Sieger der Bundesliga Nord. Die Plätze 2 bis 4 erkämpften sich KSK Konkordia Neuss, RWG Mömbris-Königshofen und KSV Witten 07.
| Pl. | Verein                            | K. | Kampfpkte. | Diff. | Pkte. |
| --- | --------------------------------- | -- | ---------- | ----- | ----- |
| 1.  | 1. Luckenwalder SC                | 14 | 371:151    | +220  | 28:00 |
| 2.  | KSK Konkordia Neuss               | 14 | 304:211    | 0+93  | 21:70 |
| 3.  | RWG Mömbris-Königshofen           | 14 | 282:226    | 0+56  | 20:80 |
| 4.  | KSV Witten 07                     | 14 | 302:233    | 0+79  | 16:12 |
| 5.  | AC Auerbach                       | 14 | 265:244    | 0+21  | 15:13 |
| 6.  | KG Frankfurt/Eisenhüttenstadt (N) | 14 | 187:316    | −129  | 05:23 |
| 7.  | SC Siegfried Kleinostheim (N)     | 14 | 164:343    | −179  | 04:24 |
| 8.  | KG Rostock/Warnemünde *           | 14 | 179:340    | −161  | 03:25 |

Der AC Auerbach gab nach Beendigung der Vorrunde aus finanziellen Gründen den Rückzug aus der 1. Bundesliga bekannt.

### Staffel Süd
In der Bundesliga Süd konnte der VfK Schifferstadt, Mannschaftsmeister der Vorsaison, seinen Staffelmeistertitel nicht verteidigen und wurde nur 2. hinter dem KSV Köllerbach. Für die Play-offs konnten sich ebenfalls der SV Siegfried Hallbergmoos und der SV Germania Weingarten qualifizieren.
| Pl. | Verein                    | K. | Kampfpkte. | Diff. | Pkte. |
| --- | ------------------------- | -- | ---------- | ----- | ----- |
| 1.  | KSV Köllerbach            | 16 | 392:192    | +200  | 30:20 |
| 2.  | VfK Schifferstadt (M)     | 16 | 387:215    | +172  | 26:60 |
| 3.  | SV Siegfried Hallbergmoos | 16 | 346:263    | 0+83  | 20:12 |
| 4.  | SV Germania Weingarten    | 16 | 334:263    | 0+71  | 20:12 |
| 5.  | KSV Aalen 2005            | 16 | 299:303    | 0−4   | 14:18 |
| 6.  | RKG Freiburg 2000         | 16 | 240:344    | −104  | 12:20 |
| 7.  | SV Wacker Burghausen (N)  | 16 | 207:360    | −153  | 10:22 |
| 8.  | SC Anger                  | 16 | 234:349    | −115  | 06:26 |
| 9.  | TuS Adelhausen            | 16 | 216:366    | −150  | 06:26 |

## Play-offs
Die ersten vier Mannschaften jeder Staffel qualifizierten sich für das Viertelfinale.

### Viertelfinale
Die Hinkämpfe des Viertelfinales wurden am 28. Januar und die Rückkämpfe am 4. und 5. Februar 2006 ausgetragen.
|                           |                        | 1. Kampf | 2. Kampf | Gesamt |
| ------------------------- | ---------------------- | -------- | -------- | ------ |
| SV Siegfried Hallbergmoos | KSK Konkordia Neuss    | 18:15    | 17:19    | 35:34  |
| KSV Witten 07             | KSV Köllerbach         | 12:23    | 08:28    | 20:51  |
| VfK Schifferstadt         | 1. Luckenwalder SC     | 19:23    | 15:25    | 34:48  |
| RWG Mömbris-Königshofen   | SV Germania Weingarten | 22:19    | 18:20    | 40:39  |

### Halbfinale
Die Halbfinalkämpfe fanden am 11. Februar und am 18. Februar 2006 statt.
|                           |                    | 1. Kampf | 2. Kampf | Gesamt |
| ------------------------- | ------------------ | -------- | -------- | ------ |
| SV Siegfried Hallbergmoos | KSV Köllerbach     | 23:14    | 14:22    | 37:36  |
| RWG Mömbris-Königshofen   | 1. Luckenwalder SC | 03:31    | 03:32    | 06:63  |

### Finale
Die Finalkämpfe wurden am 26. Februar und am 4. März 2006 ausgetragen.
|                           |                    | 1. Kampf | 2. Kampf | Gesamt |
| ------------------------- | ------------------ | -------- | -------- | ------ |
| SV Siegfried Hallbergmoos | 1. Luckenwalder SC | 13:22    | 05:30    | 18:52  |

Der 1. Luckenwalder SC sicherte sich mit zwei Siegen und 52:18 Punkten gegen den SV Siegfried Hallbergmoos seine erste deutsche Mannschaftsmeisterschaft im Ringen.

## Die Meistermannschaft vom 1. Luckenwalder SC
Der 1. Luckenwalder SC trat im Finale der Saison 2005/06 mit folgender Mannschaft an:
Radoslaw Welikow, Dennis Nowka, Serafim Barsakow, Nikolai Gergov, Krystian Brzozowski, Alexei Gluschkow, Lazaros Loizidis, Nazmi Avluca, Norman Pickut, Marek Švec, Wenelin Wenkow, Anatoli Gujdja, Sven Thiele